# Preeceville n.º 334
Preeceville n.º 334 es un municipio rural canadiense situado en la provincia de Saskatchewan.

## Superficie
Preeceville n.º 334 tiene una superficie de 1368,92 km².

## Demografía
En 2021, tenía 966 habitantes, una densidad poblacional de 0,7 hab./km², y 489 viviendas.